# Isoroku Jamamoto
Isoroku Jamamoto (japonsky: 山本 五十六, Jamamoto Isoroku; 4. dubna 1884 Nagaoka – 18. dubna 1943 ostrov Bougainville) byl japonský admirál, vrchní velitel Spojeného loďstva v první polovině druhé světové války. Často je řazen k největším námořním stratégům v dějinách lidstva, není to však zcela obecný náhled a v mnoha ohledech jsou jeho schopnosti a postupy kritizovány. Mimo jakoukoliv diskusi jsou však jeho „budovatelské schopnosti“, neboť Jamamoto byl jeden z hlavních architektů japonské námořní moci a přetvořil japonské námořnictvo v moderní a nebezpečnou bojovou sílu, která v roce 1941 kvalitou převyšovala všechny své protivníky.

## Život
Isoroku Jamamoto se narodil 4. dubna 1884 jako Isoroku Takano (高野 五十六, Takano Isoroku). Neobvyklé křestní jméno Isoroku, znamenající japonsky „padesát šest“, dostal podle věku otce při svém narození. Byl sedmým dítětem (šestým synem) Sadajošiho Takana, samuraje z Nagaoky v prefektuře Niigata. V útlém věku byl podle starého japonského zvyku adoptován rodinou Jamamoto.
Byl absolventem 32. běhu Kaigun Heigakkó (海軍兵学校 ~ japonská císařská námořní akademie), kterou absolvoval jako jedenáctý ze 192 kadetů v roce 1904. Během rusko-japonské války sloužil na palubě pancéřového křižníku Niššin. V bitvě u Cušimy byl těžce raněn a přišel o dva prsty na levé ruce (ukazováček a prostředníček).

### Druhá světová válka
Jamamoto byl proti válce s USA, které v mládí navštívil a procestoval. Nezneklidňovala ho přitom ani tak reálná síla amerického loďstva, které dle svého názoru byl schopen porazit a zničit – obával se obrovského průmyslového potenciálu USA a loďstva, které by USA dokázaly relativně rychle postavit, pokud by dostaly důvod.
Jamamoto naplánoval úder proti Pearl Harboru a první fázi bojů v Tichomoří, ovšem brzy se ukázalo, že měl pravdu, když upozorňoval, že Japonsko si nemůže dovolit dlouhodobou válku. Jamamoto velice urputně prosazoval doktrínu rozhodující bitvy (艦隊決戦 Kantai kessen) – hodlal rychle rozdrtit americké loďstvo k vynucení míru, neboť to byla podle něj jediná možnost, jak dosáhnout úspěchu. Štěstí mu ale nepřálo. Úder na Pearl Harbor nesplnil hlavní úkol, neboť letadlové lodě nebyly na základně, když k němu došlo, i pro neochotu admirála Naguma provést třetí útok.
Rozhodující bitva, k níž se Jamamoto dostal až v roce 1942 (bitva u Midway), pak skončila drtivou porážkou japonské floty.
Jamamoto i poté vedl velice vynalézavě boj proti Američanům, ale pomalu se začala projevovat rostoucí početní, materiální a postupně i kvalitativní převaha Spojenců. Japonské námořnictvo uvízlo ve zdlouhavé a vyčerpávají bitvě o Guadalcanal.

## Smrt
Jamamoto se za zhoršující situace rozhodl provést inspekci jednotek dislokovaných v oblasti Šalomounových ostrovů a toto rozhodnutí jej stálo život. Američané zachytili a dešifrovali depeše s itinerářem jeho cesty a rozhodli se využít příležitost. Americké stíhačky P-38 si na Jamamotův letoun G4M1 Model 11 (kód T1-323) počkaly a v rámci operace Vengeance jej sestřelily nad Bougainville. Admirál Isoroku Jamamoto zemřel v troskách svého letounu T1-323 i s důstojníky části svého štábu. Dne 5. června 1943 byl Jamamotovi vystrojen státní pohřeb se všemi vojenskými poctami, přičemž byl dvanáctým Japoncem, kterému se dostalo této cti, a kromě něj byl takto poctěn pouze jediný admirál – vítěz od Cušimy Heihačiró Tógó.
Smrt vrchního velitele a jednoho z nejschopnějších japonských stratégů byla velkou ranou pro japonské námořnictvo. Hoyt dovozuje, že pod Jamamotovým vedením by japonské námořní síly bojovaly mnohem vynalézavěji a patrně by nesklouzly k šílené a sebevražedné taktice, kterou prosadili jeho bezradní nástupci, a že Jamamoto byl jedinou osobou, která by byla schopna vyvést Japonsko z beznadějné války ještě dříve, než se zvrhla v masakr japonského loďstva a letectva a než Američané svrhli atomové bomby na Hirošimu a Nagasaki.